# Усадьба Хрущёвых (Петергоф)
Усадьба Хрущёва — расположена в Петергофе. состоит из двух деревянных домов, построенных в конце XIX века. Находится по адресу Санкт-Петербургский проспект, 34 (литеры Б и В) / Правленская улица, 16.
Памятник архитектуры регионального значения.

## История
В 1870-1880-х годах этот участок земли принадлежал действительному статскому советнику Ивану Александровичу Хрущёву. Здесь располагалась его дача, состоящая из двух бревенчатых домов, обшитых вагонкой и богато украшенных деревянной резьбой. Дачу возводил архитектор Николай Кудрявцев по проекту Михаила Андерсина.
В 1920-е годы хозяином был настоятель собора Петра и Павла Николай (Ярушевич)..
Здания уцелели во время немецкой оккупации и активных боёв в Петергофе во время Великой Отечественной войны. В послевоенное время в бывшей усадьбе располагались магазины, парикмахерская и жилые квартиры.
В советское время дома ни разу не реставрировали, древесина потемнела, а резьба была частично утрачена. В 2005 году губернатор В. Матвиенко распорядилась провести реконструкцию зданий с правом последующей аренды и постройки рядом гостиничного комплекса. Здание было отреставрировано. Подлинную бревенчатую основу удалось почти полностью сохранить. Деревянную резьбу воссоздавали по аналогичным сохранившимся участкам и архивным фотографиям. Параллельно с реставрацией дома рядом с ними в 2009-2010 годах возвели гостиничный комплекс «Новый Петергоф» на участке, где ранее находился зелёный сад при усадьбе и флигели.

## Галерея

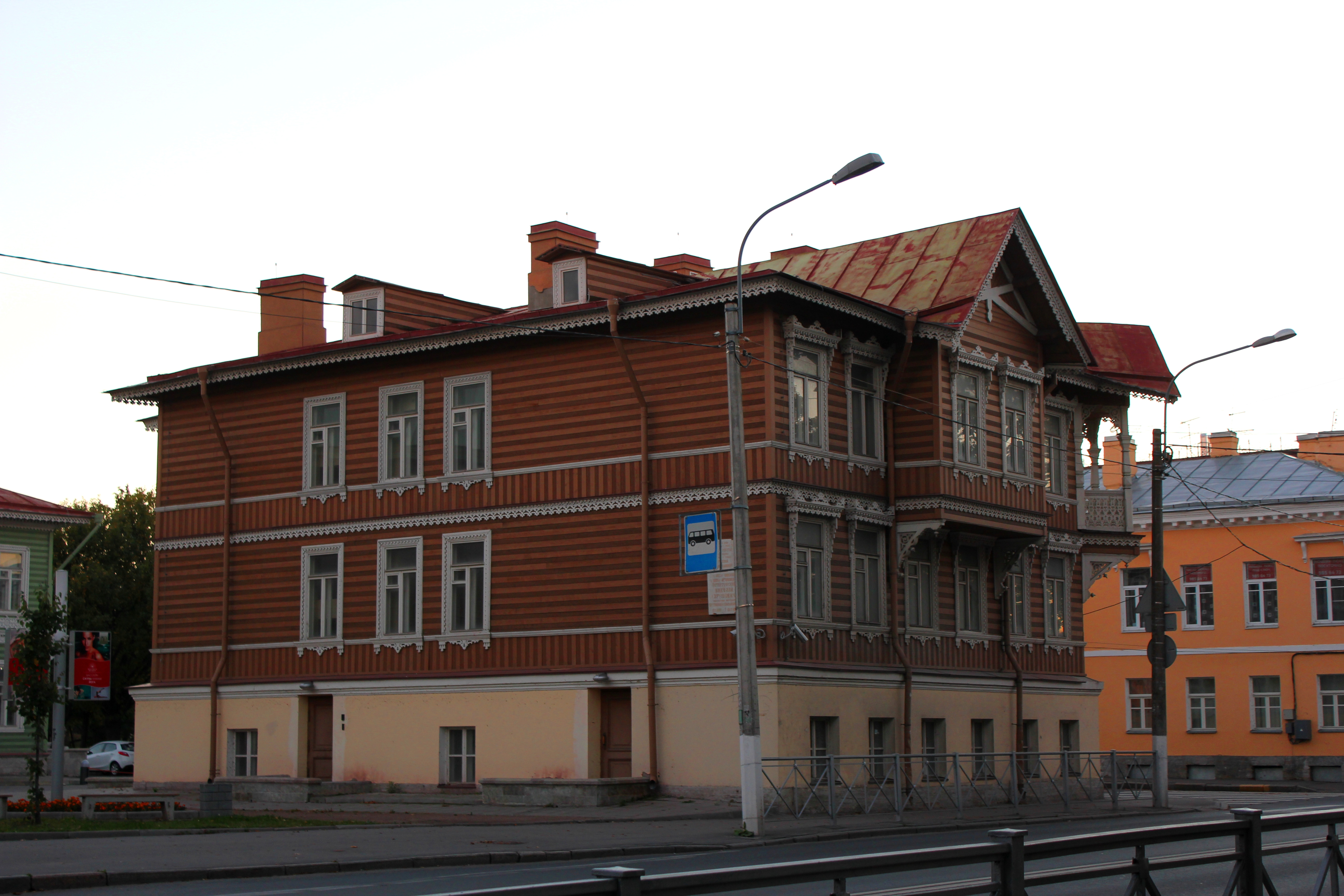
Вид одного из зданий в 2015 г.
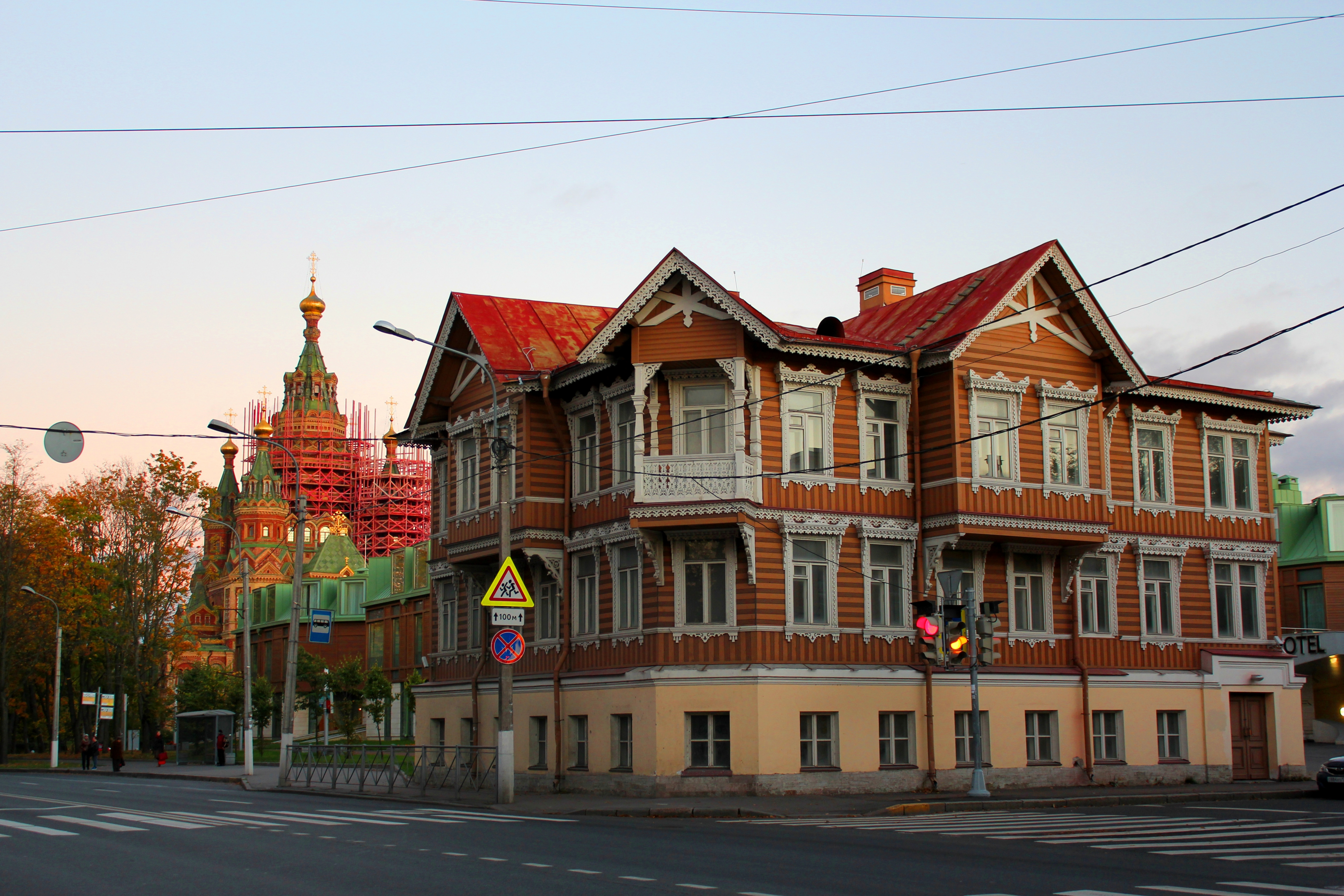
Вид одного из зданий в 2015 г.
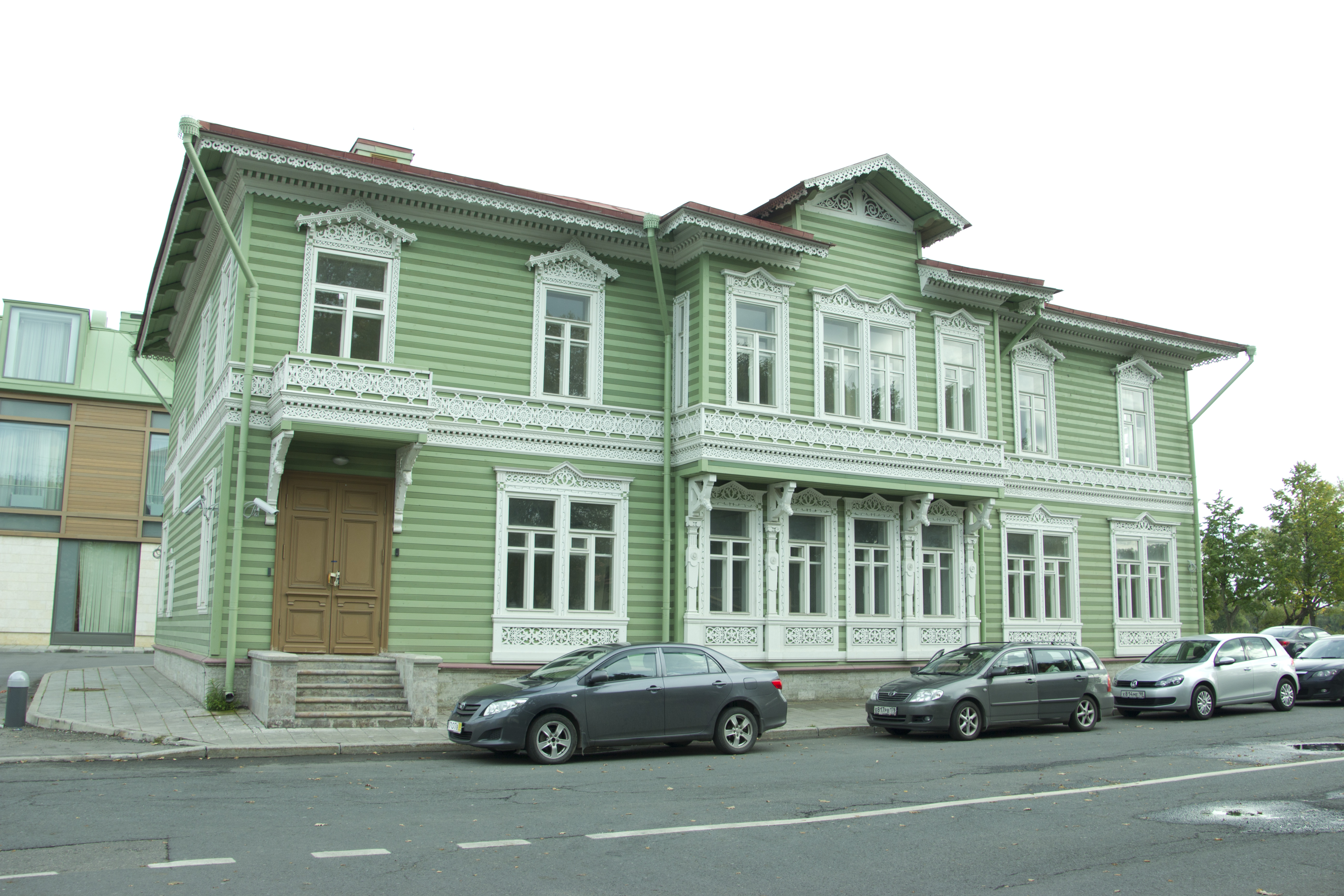
Вид одного из зданий в 2012 г.
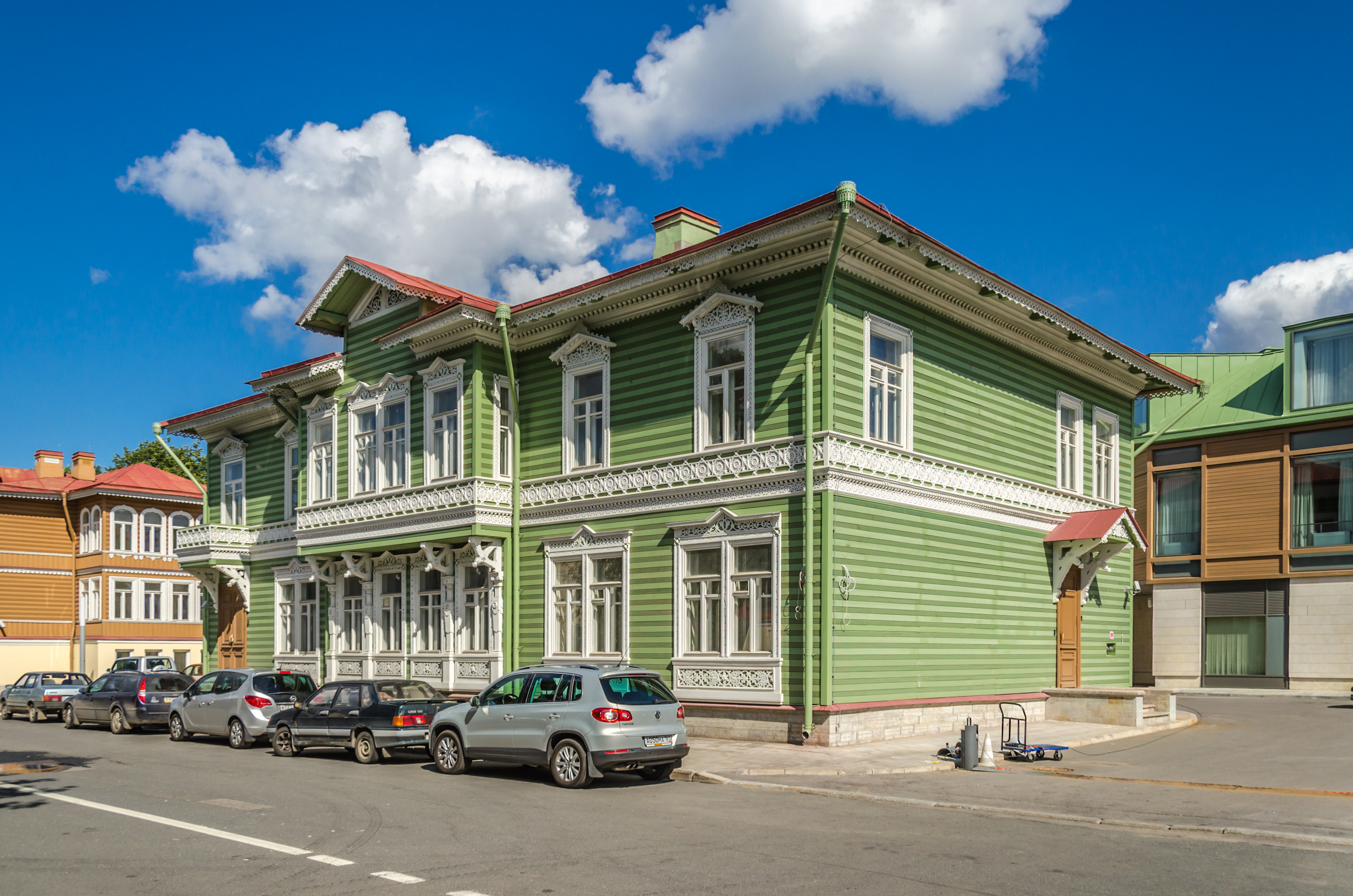
Вид одного из зданий в 2012 г.